# Надешу
Надешу (рум. Nadășu) — село у повіті Клуж в Румунії. Входить до складу комуни Ізвору-Крішулуй.
Село розташоване на відстані 352 км на північний захід від Бухареста, 35 км на захід від Клуж-Напоки.

## Населення
За даними перепису населення 2002 року у селі проживали 299 осіб.
Національний склад населення села:
| Національність | Кількість осіб | Відсоток |
| -------------- | -------------- | -------- |
| румуни         | 293            | 98,0%    |
| угорці         | 6              | 2,0%     |

Рідною мовою назвали:
| Мова      | Кількість осіб | Відсоток |
| --------- | -------------- | -------- |
| румунська | 294            | 98,3%    |
| угорська  | 5              | 1,7%     |